# Oliver Joseph Lodge
Oliver Joseph Lodge, född den 12 juni 1851 i Penkhull i Staffordshire, död den 22 augusti 1940 i Wilsford cum Lake i Wiltshire, var en brittisk fysiker.

## Vetenskaplig verksamhet
Lodge blev filosofie doktor 1877, assistant professor i tillämpad matematik vid University College i London 1879, professor i fysik vid universitetet i Liverpool 1881 och 1900 rektor vid universitetet i Birmingham. Han arbetade huvudsakligen med problem inom elektricitetsläran, ofta med en praktisk anstrykning. 
Han skrev flera arbeten angående sätet för Voltas kontaktkraft (1884–1901), angående elektrolysproblemet (1886–92), om oscillerande elektriska urladdningar (1889–91) samt en därmed sammanhängande Theory of lightning-conductors (1888), om elektromagnetiska vågor och telegrafering utan tråd (1889–98), varvid han inlade förtjänst om kohererns förbättring (1897 och 1903), vidare om röntgenstrålar (1896) och Zeemaneffekten (1897) samt slutligen om elektricitet för odlingsförsök (1906). 
Lodge vann sin största berömmelse genom sina av en storslagen och ofta ytterst djärv originalitet präglade böcker, bland vilka de mest bekanta är Modern Views of Electricity (1889), Signalling across Space without Wires (1898; 4:e upplagan 1908), Modern Views on Matter (1903; 3:e upplagan 1907), Pioneers of Science (2:a upplagan 1904), Electrons (1907), vari han beräknar ljuseterns täthet vara en biljon gånger större än vattens.